# Marco Palvetti
Marco Palvetti, né le 23 avril 1988 à Pollena Trocchia, dans la banlieue de Naples (Italie) est un acteur italien, notamment connu pour son rôle du mafioso Salvatore Conte dans la série italienne Gomorra.

## Biographie
Le théâtre, le football et le rugby sont les piliers de son adolescence. Dès son jeune âge, il participe en effet à plusieurs pièces de théâtre amateur. Entre 2005 et 2007, il a assisté pendant deux ans du film agissant bien sûr Cinemafiction. En 2005, il travaille pour l'émission de télévision "La Squadra".
A 18 ans, il déménage à Rome où il assiste à la National Academy of Dramatic Arts « Silvio D'Amico » dont il sort diplômé en 2010. Il travaille notamment, entre autres, avec Luca Ronconi, Lorenzo Salveti, Eimuntas Nekrošius, Valerio Binasco, Michele Placido, Nicolaj Karpov, Lilo Baur, Wyn Jones ou Sergio Rubini. 
Au cours des dernières années, il a joué de nombreux personnages (souvent dans le rôle-titre) dans des représentations théâtrales, des courts métrages internationaux et des lectures de radio.
En 2013, il devient membre fondateur de la compagnie de théâtre « Bluteatro », à Rome. En 2014, il devient l'une des stars de la série italienne Gomorra, écrite par Stefano Sollima et Claudio Cupellini.
Il est engagé pour la saison automne/hiver 2014 dans la deuxième moitié de la tournée théâtrale du spectacle à succès Nuda Proprieta de Lidia Ravera, avec les acteurs Lella Costa et Paolo Calabresi et dirigé par Emanuela Giordano.

## Filmographie

### Cinéma
- 2009 : Le Rêve italien

### Télévision
- 2014 : Gomorra : Don Salvatore Conte